# Memoirs of an Imperfect Angel
Memoirs of an Imperfect Angel — двенадцатый студийный альбом американской певицы Мэрайи Кэри. Первоначальная дата релиза в Соединённых Штатах была намечена на 25 августа 2009 года, но альбом был издан позже — 29 сентября под лейблом Island Records, и 23 ноября 2009 года под лейблом Mercury Records — в Великобритании. Большая часть альбома написана непосредственно певицей, Кристофером «Трики» Стюартом и Terius «The-Dream» Nash.
В преддверии выхода Memoirs of an Imperfect Angel в США, первый сингл «Obsessed» вошёл в лучшую десятку чарта Billboard Hot 100, музыкальные критики оказали теплый приём, оценив новый альбом в 69 баллов из 100 — что намного выше чем предыдущие — E=MC² и The Emancipation of Mimi. Однако, коммерчески, альбому удалось дебютировать и достигнуть максимума на третьем месте в Соединённых Штатах, с общими продажами 168,000 копий альбома, по сравнению с предыдущим альбомом E=MC², который дебютировал на первом месте с продажами более чем 463,000 копий альбомов за первую неделю.
После выпуска альбома второй сингл «I Want to Know What Love Is» — кавер-версия песни рок-группы Foreigner достиг 60 места в чарте США Billboard Hot 100 и вошёл в лучшую тридцатку песен Европы, в то время как третий сингл «H.A.T.E.U.» стал доступен для радиостанций Америки и достиг 72 места в чарте Hot R&B/Hip-Hop Songs. В поддержку альбома певица начала промотур Angels Advocate Tour. Альбом ремиксов на песни из Memoirs был назван «Angels Advocate» и должен был выйти 30 марта 2010 года, но вскоре был отменен.

## Истоки и создание
В начале 2009 года автор-исполнитель The-Dream заявил, что он и Мэрайя приступили к работе над новым студийным альбомом: «Я думаю о создании альбома, который возьмет лучшее из всех хитов, которые есть у Мэрайи. Она не может проиграть, и должна сделать все чтобы не допустить этого. Таким образом, мы пытаемся сделать альбом супер хитов, но без использования предыдущих».
В мае, Мэрайя сказала, что альбом будет называться «Memoirs of an Imperfect Angel» (рус. Мемуарами Несовершенного Ангела), так как «он будет очень личным и посвящён поклонникам». Певица объяснила причину того, почему она хочет использовать три своих изображения для обложки: «там будут выражены различные эмоции и истории, которые раскрываются во всем альбоме». Она также заявила, что «любит весь альбом» и она «полностью в него погружена». 16 июня певица сообщила в Твиттере о том, что в альбоме будут «большие баллады».

## Маркетинг и продвижение
Первое промовыступление певицы в поддержку нового альбома состоялось 2 августа 2009 года на телешоу «America`s got talent», где состоялась запись её выступления с песней «Obsessed». 5 августа эпизод был транслирован по телевидению в Соединённых Штатах Америки. Выпуск альбома был перенесен с 25 августа на 15 сентября, но затянувшаяся подготовка альбома в звукозаписывающей студии потребовала больше времени, и, релиз был перенесен ещё раз — на 29 сентября 2009 года с объяснением причины: «певица вносит последние штрихи в звучание альбома». Как и большинство релизов, альбом был выпущен несколькими днями ранее в различных странах мира. Но выпуск альбома в Великобритании был перенесен изначально с 24 августа на 14 сентября, затем на 5 октября, и, наконец, на 16 ноября 2009 года. Британская газета The Daily Mirror, опубликовала обзор шести треков с альбома: «Obsessed», «Standing O», «Candy Bling», «H.A.T.E.U.» (расшифровывается как «Having A Typical Emotional Upset»), «Impossible» и кавер-версию песни «I Want to Know What Love Is» американской рок-группы Foreigner. Эти шесть треков также были доступны для прослушивания прессой в Токио, Гонконге, Лондоне и Берлине в августе 2009 года.
10 и 11 сентября Мэрайя начала выступать в своём промоконцерте Live At the Pearl в Лас-Вегасе, где она спела несколько своих известных хитов, первые два сингла с альбома Memoirs of an Imperfect Angel: «Obsessed» и «I Want to Know What Love Is», а также исполнила две новые песни «Angels Cry» и «Up Out My Face». 18 сентября певица появилась в ток-шоу The Oprah Winfrey Show, где дала интервью со своим мужем Ником Кэнноном и исполнила «I Want to Know What Love Is». 5 октября Мэрайя Кэри выступила на концерте для избранных победителей кинофестиваля Трайбека в театре P.C. Richard Theater города Нью-Йорка, где она спела «Obsessed», «H.A.T.E.U.», «I Want to Know What Love Is», «Always Be My Baby» и «We Belong Together». 9 и 10 октября певица возобновила свои промоконцерты Live At the Pearl в Лас-Вегасе, изменив программу, включив туда песни, которые не исполняла в живую в новом тысячелетии, а также песни с предыдущих альбомов. Мэрайя спела «H.A.T.E.U.», чтобы поддержать интерес американского слушателя к её третьему синглу в дополнение к «Obsessed» и «I Want To Know What Love Is».
11 ноября Мэрайя Кэри исполнила песню «I Want To Know What Love Is» на итальянской передаче X Factor, затем свой третий сингл «H.A.T.E.U.» на телешоу Late Show with David Letterman 13 ноября. В Великобритании певица появилась на телевизионной передаче Mariah Carey: T4 Special, где дала интервью 14 ноября, а также участвовала в записи своего выступления с песней «I Want to Know What Love Is», которая вышла в трансляцию 22 ноября на The X Factor. 19 ноября 2009 года у неё взяли интервью в программе Алана Карра Chatty Man, в этот же день певица зажгла рождественские огни в крупнейшем торговом центре Лондона — Westfield. Через некоторое время Мэрайя дала интервью журналистке Lorraine Kelly национального телевидения Великобритании GMTV, исполнила свой второй сингл «I Want to Know What Love Is» и, через одну неделю, повторила выступление на ежедневном развлекательном шоу This Morning.

## «Аngels Advocate»
После объявления о начале тура Angels Advocate Tour, Tricky Stewart рассказал журналу Rap Up о планах создания ремикс альбома с названием «Angels Advocate». Альбом будет включать Tricky Stewart remix песни «I Want to Know What Love Is», так же как и ремикс «Obsessed» при участии Gucci Mane, и ремикс песни «Inseparable» при участии Trey Songz. Жермэйн Дюпри был одним из нескольких продюсеров проекта и принимал участие в записи ремикса «H.A.T.E.U.», который содержит семпл песни «My Boo», и включает в себя рэп-вставки от Big Boi (из дуэта Outkast), Gucci Mane, и OJ da Juiceman. Это первый случай со времен песни «Say Somethin'» So So Def remix 2006 года, когда Мэрайя записала обновлённый вокал для ремикса. Новые версии песен «Betcha Gon' Know (The Prologue)» и «Candy Bling» при участии R. Kelly и T-Pain, соответственно.
Целью альбома было привлечение большого числа приглашённых исполнителей (90 % от общего количества песен). Мэрайя планировала сотрудничать с ирландской поп-группой Westlife, и включить совместную песню в британское издание альбома, и, возможно, выпустить совместный сингл. В течение работы над проектом, певица регулярно писала заметки для своих фанатов через Twitter, где она упомянула, что несколько неизданных песен с альбома «Memoirs …» могут появиться на новом альбоме, включая совместную песню с Дюпри и несколько песен с Тимбалэндом. Американский хип-хоп продюсер и рэпер Swizz Beatz работал над некоторыми песнями нового альбома; Snoop Dogg и Fabolous тоже были задействованы в записи ремиксов. Пресса подтвердила участие Мэри Джей Блайдж («Its a Wrap»), The-Dream и Ludacris («Ribbon» remix), Эйкона, K-Ci & Jojo в записи песен. Также было подтверждено, что «пропавшая» песня Дюпри, которая была создана специально для фильма Прэшес, но позже была издана в составе сборника «AT&T U.S. Winter Olympics» — называется «100 %».

### Отмена альбома
Angels Advocate должен был выйти в продажу 29 марта 2010 года в Польше, Филиппинах, 30 марта в Соединённых Штатах, 31 марта в Японии, как стандартная, так и делюкс версии,, и 26 апреля 2010 года в Великобритании. Angels Advocate стал бы тринадцатым студийным альбомом певицы после Memoirs of an Imperfect Angel (2009) и вторым ремикс альбомом после The Remixes (2003). Однако, журнал Rap-Up HMV Japan и менеджер певицы Крис Лайти (англ. Chris Lighty) подтвердили об отмене альбома, который должен был распространяться исключительно через iTunes store в Соединённых Штатах до отмены выпуска. Альбом MC vs JS, который должен был выйти в свет в это же время, тоже был отменен. После отмены обоих ремикс альбомов было объявлено, что певица хочет сосредоточиться на полнометражном тринадцатом альбоме с исключительно новым материалом, при участии Жермэйна Дюпри и Брайеном-Майклом Кокс.

## Синглы
- «Obsessed» — первый сингл, премьера которого состоялась 16 июня 2009 года. Коммерческий релиз сингла для цифровой загрузки состоялся 6 июля 2009 года и сразу же дебютировал на одиннадцатой строчке чарта в Соединённых Штатах Америки — Billboard Hot 100. Дебют песни «Obsessed» является лучшим в карьере певицы с мая 1998 года. Сингл поднялся на седьмую строчку чарта, став двадцать седьмым хитом певицы, который вошёл в десятку чарта Billboard Hot 100 — это достижение сделало Мэрайю второй среди женщин и пятой среди всех исполнителей Америки всех времён.[36]
- «I Want to Know What Love Is» — кавер-версия хита Британо-Американской рок-группы Foreigner была объявлена вторым синглом альбома.[37] Премьера песни состоялась на европейских радиостанциях 28 августа[38], и 14 сентября — в Соединённых Штатах Америки. 15 сентября сингл стал доступен для покупки в iTunes Store. Песне не удалось подняться выше 60 строчки чарта Billboard Hot 100, несмотря на успех в Adult Contemporary радиостанциях, где она достаточно долго входила в десятку лучших. «I Want to Know What Love Is» была намного успешнее в Европе, где ей удалось достигнуть 6 места во Франции и занять 16 строчку в общеевропейском чарте European Hot 100, также стать хитом #3 в Японии и #1 — в Бразилии.[39]
- «H.A.T.E.U.» — третий сингл альбома был издан только в Соединённых Штатах Америки. Песня была доступна для ротаций на радиостанциях страны с 3 ноября 2009 года.[40] 22 октября сингл «H.A.T.E.U.» дебютировал на 76 месте в чарте Hot R&B/Hip-Hop Songs на полторы недели раньше до официального радио релиза.[41]

### Ремикс-синглы «Angels Advocate»
- «Up Out My Face» при участии Nicki Minaj — первый из двух главных синглов альбома «Angels Advocate». Премьера песни на радиостанциях Соединённых Штатов состоялась 26 января 2010 года, а премьера видео на музыкальном сайте Vevo — на день позже. Продажи сингла для стран Северной Америки и Европы в интернет-магазине iTunes Store стартовали 16 февраля 2010 года. «Up Out My Face» достиг максимума на 152 месте в Корее и 100 строчке чарта Billboard Hot 100, благодаря только цифровым загрузкам. Сингл был более успешен в чарте Hot R&B/Hip-Hop Songs, достигнув 39 позиции.
- «Angels Cry» при участии Ne-Yo — второй из двух главных синглов альбома «Angels Advocate». Официальная дата релиза песни на радиостанциях состоялась 26 января 2010 года, релиз видеоклипа на музыкальном сайте Vevo — 27 января. Продажи сингла стартовали 23 февраля 2010 года в Соединённых Штатах, Австралии, Новой Зеландии и Японии. Несмотря на то, что выпуск сингла в Великобритании был запланирован на 29 марта — сингл так и не появился на сайтах многих крупнейших ретейлеров. Песне удалось занять 72 место в чарте Кореи, и 89 место в Японии, но не удалось войти в главные чарты родной страны, кроме 26 места в Adult Contemporary Songs и 90 строчки чарта Hot R&B/Hip Hop Songs.

### Другие известные песни
- «Angels Cry» занял 77 строчку чарта в Корее — Korean International Singles Chart.[42]
- «100 %» — песня, написанная для саундтрека к фильму «Прешес», должна была войти в список композиции «Memoirs of an Imperfect Angel», однако она не попала в окончательный вариант альбома. Песня была издана в качестве главного сингла со сборника «AT&T Team USA», посвящённому Зимним Олимпийским играм 2010 года с целью увеличения денежных вложений в сборную команды Соединённых Штатов Америки. Сингл вошёл в чарт Hot Digital Songs на 197 месте.

## Отзывы критиков
Альбом получил благоприятные отзывы критиков. Основываясь на суммарном подсчёте баллов, согласно сайту Metacritic, новый альбом певицы Memoirs of an Imperfect Angel получил 69 баллов из 100 — более успешный результат по сравнению с предыдущими её альбомами, такими как The Emancipation of Mimi и E=MC2.

## Коммерческий успех
Альбом дебютировал на третьей строчке американского чарта Billboard 200, с суммарными продажами альбома за первую неделю — 168,000 копий. 14 декабря 2009 года «Memoirs of an Imperfect Angel» получил статус Золотого диска с общими продажами более чем 500,000 экземпляров. Также альбому удалось возглавить чарт R&B/Hip-Hop Albums. В Канаде альбом занял пятую строчку в чарте Canadian Albums Chart. Согласно Billboard 200, «Memoirs of an Imperfect Angel» занимал 101 место в рейтинге альбомов 2009 года.
13 октября 2009 года Мэрайя дала пресс-конференцию в поддержку нового альбома в отеле  Grand InterContinental Hotel города Сеул, Южная Корея. Певица получила награду от генерального директора Universal Korea — Yang Bum-Jun, за достижение альбомом первого места в чарте страны и платинового статуса. В Японии альбом смог достичь лишь девятой строчки главного чарта страны. В Великобритании альбом не оправдал ожидаемых результатов, и занял только 23 место в главном хит-параде страны в период Рождественских праздников, несмотря на выступление певицы на The X Factor и всевозможных утренних шоу. «Memoirs of an Imperfect Angel» продержался одну неделю в чарте лучших 40 альбомов и оставался в сотне до января 2010 года, после чего получил статус серебряного диска за продажи более 60,000 копий альбома. Также «Memoirs of an Imperfect Angel» добрался до 9 строчки среди R&B альбомов и оставался в списке лучших 40 альбомомв около 3 месяцев.

## Список композиций
| №   | Название                          | Автор(ы)                                                                    | Продюсер                                  | Длительность |
| --- | --------------------------------- | --------------------------------------------------------------------------- | ----------------------------------------- | ------------ |
| 1.  | «Betcha Gon' Know (The Prologue)» | Мэрайя Кэри, Териус «The-Dream» Нэш, Кристофер «Трики» Стюарт, James Wright | Carey, The-Dream, «Трики» Стюарт, Big Jim | 4:00         |
| 2.  | «Obsessed»                        | Мэрайя Кэри, Нэш, Стюарт                                                    | Мэрайя Кэри, The-Dream, Tricky Stewart    | 4:01         |
| 3.  | «H.A.T.E.U.»                      | Мэрайя Кэри, Нэш, Стюарт                                                    | Мэрайя Кэри, The-Dream, Tricky Stewart    | 4:27         |
| 4.  | «Candy Bling»                     | Мэрайя Кэри, Нэш, Carlos McKinney                                           | Мэрайя Кэри, The-Dream, Los Da Mystro     | 4:02         |
| 5.  | «Ribbon»                          | Мэрайя Кэри, Нэш, Стюарт                                                    | Мэрайя Кэри, The-Dream, Tricky Stewart    | 4:20         |
| 6.  | «Inseparable»                     | Мэрайя Кэри, Нэш, Стюарт                                                    | Мэрайя Кэри, The-Dream, Tricky Stewart    | 3:33         |
| 7.  | «Standing O»                      | Мэрайя Кэри, Нэш, Стюарт                                                    | Мэрайя Кэри, The-Dream, Tricky Stewart    | 3:59         |
| 8.  | «It's a Wrap»                     | Мэрайя Кэри, Барри Уайт                                                     | Мэрайя Кэри, Heatmyzer, Big Jim           | 4:00         |
| 9.  | «Up Out My Face»                  | Мэрайя Кэри, Нэш, Стюарт                                                    | Мэрайя Кэри, The-Dream, Tricky Stewart    | 4:00         |
| 10. | «Up Out My Face (The Reprise)»    | Мэрайя Кэри, Нэш, Стюарт                                                    | Мэрайя Кэри, The-Dream, Tricky Stewart    | 0:51         |
| 11. | «More Than Just Friends»          | Мэрайя Кэри, Нэш, Стюарт                                                    | Мэрайя Кэри, The-Dream, Tricky Stewart    | 3:37         |
| 12. | «The Impossible»                  | Мэрайя Кэри, Нэш, Стюарт                                                    | Мэрайя Кэри, The-Dream, Tricky Stewart    | 4:00         |
| 13. | «The Impossible (The Reprise)»    | Мэрайя Кэри, Нэш, Стюарт                                                    | Мэрайя Кэри, The-Dream, Tricky Stewart    | 2:26         |
| 14. | «Angel (The Prelude)»             | Мэрайя Кэри, Stewart, Wright                                                | Мэрайя Кэри, Tricky Stewart, Big Jim      | 1:04         |
| 15. | «Angels Cry»                      | Мэрайя Кэри, Stewart, Crystal Johnson, Wright                               | Мэрайя Кэри, Tricky Stewart, Big Jim      | 4:01         |
| 16. | «Languishing (The Interlude)»     | Мэрайя Кэри, Wright                                                         | Мэрайя Кэри, Big Jim                      | 2:34         |
| 17. | «I Want to Know What Love Is»     | Мик Джонс                                                                   | Мэрайя Кэри, Tricky Stewart, Big Jim      | 3:27         |

| №   | Название                                           | Длительность |
| --- | -------------------------------------------------- | ------------ |
| 18. | «Obsessed» (Cahill Radio Mix)                      | 3:21         |
| 19. | «Obsessed» (Seamus Haji & Paul Emanuel Radio Edit) | 3:13         |
| 20. | «Obsessed» (Jump Smokers Radio Edit)               | 3:20         |
| 21. | «Obsessed» (Friscia and Lamboy Radio Mix)          | 4:11         |

| №  | Название                                           | Длительность |
| -- | -------------------------------------------------- | ------------ |
| 1. | «Obsessed» (Cahill Radio Mix)                      | 3:21         |
| 2. | «Obsessed» (Seamus Haji & Paul Emanuel Radio Edit) | 3:13         |
| 3. | «Obsessed» (Jump Smokers Radio Edit)               | 3:20         |
| 4. | «Obsessed» (Friscia and Lamboy Radio Mix)          | 4:11         |
| 5. | «Obsessed» (Music video)                           | 4:04         |
| 6. | «Obsessed» (Remix feat. Gucci Mane)                | 4:25         |

### Семплы
- Трек 4 содержит семпл песни «Back in the Day», написанной Ahmad A. Lewis, Stefan Gordy, John Klemmer на основную мелодию песни «Love T.K.O.» Тедди Пендерграсса.
- Трек 6 интерполирует с песней «Time After Time», написанной Robert Hyman и Синди Лаупер.
- Трек 8 воссоздаёт элементы песни «I Belong to You» в исполнении The Love Unlimited Orchestra, написанной Барри Уайтом.
- Трек 11 содержит семпл песни «„One More Chance“ / „Stay with Me (remix)“», которая написана Шоном Комбсом, The Notorious B.I.G., Rashad Smith, Mark DeBarge, Etterlene Jordan.
- Треки 12 и 13 содержат интерполяцию с песней «Forever My Lady», написанной Albert Brown и Donald DeGrate.
- Трек 17 — кавер-версия песни американской группы Foreigner — «I Want to Know What Love Is».

## Над альбомом работали
| - Tara Bryan — Администратор артиста и репертуара - Kristofer Buckle — Визажист - Mariah Carey — Исполнительный продюсер, вокал, музыкальный продюсер, композитор - Carol Corless — Художественное оформление и дизайн - Jaycen-Joshua Fowler — Сведение - Brian Gardner — Мастеринг - Karen Kwak — Администратор артиста и репертуара - Scott Marcus — Координационный менеджмент - Terius «The-Dream» Nash — Продюсер, композитор - Oribe — Парикмахер | - Dave Pensando — Сведение - Antonio «L.A.» Reid — Соисполнительный продюсер, - Garrett Schaeffer — Менеджер по продукции - Кристофер «Трики» Стюарт — продюсер, композитор, органи́ст, клавишные - Phil Tan — Сведение - Michael Thompson — Дизайн фотографий - Andy West — Арт-директор и дизайн - James «Big Jim» Wright — Органи́ст, клавишные, продюсер, композитор - Kristen Yiengst — Искусство и координация фотографий |

| - Менеджмент: Maroon Entertainment, Violator Management, Wong Management - Мастеринг на студии: Bernie Grundman Mastering, Los Angeles, CA - Семпл-документация: Deborah Mannis-Gardner для DMG Clearances, Inc. | - Юридический отдел: Allen Grubman, Joe Brenner & Sonya Guardo - Деловое управление: Ron Nash & Rosemarie Passerino - Коммерческое управление: Michael Seltzer, Antoinette Trotman, Ian Allen |

## Позиции в чартах
| Чарт (2009)                     | Высшее место |
| ------------------------------- | ------------ |
| Australian Albums Chart         | 6            |
| Austrian Albums Chart           | 39           |
| Belgian Albums Chart (Фландрия) | 44           |
| Belgian Albums Chart (Валлония) | 24           |
| Canadian Albums Chart           | 5            |
| Czech Albums Chart              | 27           |
| Danish Albums Chart             | 5            |
| Dutch Albums Chart              | 26           |
| European Top 100 Albums         | 21           |
| French Albums Chart             | 10           |
| German Albums Chart             | 27           |
| Hungarian Albums Chart          | 32           |

| Чарт (2009)              | Высшее место |
| ------------------------ | ------------ |
| Italian Albums Chart     | 17           |
| Japanese Albums Chart    | 9            |
| Mexican Albums Chart     | 49           |
| New Zealand Albums Chart | 25           |
| Spanish Albums Chart     | 23           |
| Swedish Albums Chart     | 44           |
| Swiss Albums Chart       | 18           |
| UK Albums Chart          | 23           |
| UK R&B Albums Chart      | 8            |
| U.S. Billboard 200       | 3            |
| U.S. R&B/Hip-Hop Albums  | 1            |

### Сертификация
| Регион (Ретейлер)                | Сертификация    |
| -------------------------------- | --------------- |
| Бразилия (ABPD)                  | Золотой диск    |
| Южная Корея (IFPI)               | Платиновый диск |
| Великобритания (BPI)             | Серебряный диск |
| Соединённые Штаты Америки (RIAA) | Золотой диск    |

## Хронология релиза
| Страна                    | Дата             | Формат                            | Лейбл           | Каталоговый номер |
| ------------------------- | ---------------- | --------------------------------- | --------------- | ----------------- |
| Гонконг                   | 28 сентября 2009 | Стандартное издание (CD, digital) | Universal Music | 2720462           |
| Филиппины                 | 28 сентября 2009 | Стандартное издание (CD, digital) | MCA Music       | 2720462           |
| Соединённые Штаты Америки | 29 сентября 2009 | Стандартное издание (CD, digital) | Island Records  | 602527133652      |
| Канада                    | 29 сентября 2009 | Стандартное издание (CD, digital) | Universal Music | B001322602        |
| Тайвань                   | 29 сентября 2009 | Стандартное издание (CD, digital) | Universal Music | 2720462           |
| Дания                     | 30 сентября 2009 | Стандартное издание (CD, digital) | Universal Music | 060252720462      |
| Финляндия                 | 30 сентября 2009 | Стандартное издание (CD, digital) | Universal Music | 060252720462      |
| Швеция                    | 30 сентября 2009 | Стандартное издание (CD, digital) | Universal Music | 060252720462      |
| Нидерланды                | 2 октября 2009   | Стандартное издание (CD, digital) | Universal Music | 060252720462      |
| Норвегия                  | 2 октября 2009   | Стандартное издание (CD, digital) | Universal Music | 060252720462      |
| Германия                  | 2 октября 2009   | Стандартное издание (CD, digital) | Universal Music | 060252720462      |
| Италия                    | 2 октября 2009   | Стандартное издание (CD, digital) | Universal Music | 060252720462      |
| Австралия                 | 2 октября 2009   | Стандартное издание (CD, digital) | Universal Music | 060252720462      |
| Япония                    | 3 октября 2009   | Стандартное издание (CD, digital) | Universal Music | UICL9079          |
| Франция                   | 5 октября 2009   | Стандартное издание (CD, digital) | Universal Music | 060252720462      |
| Бразилия                  | 24 октября 2009  | Стандартное издание (CD, digital) | Universal Music | 602527205489      |
| Соединённые Штаты Америки | 27 октября 2009  | Коллекционное издание (Бокс-сет)  | Island Records  | 602527142166      |
| Польша                    | 3 ноября 2009    | Стандартное издание (CD, Digital) | Universal Music | 060252720462      |
| Великобритания            | 22 ноября 2009   | Стандартное издание (Digital)     | Mercury Records | 060252715927      |
| Великобритания            | 23 ноября 2009   | Стандартное издание (CD)          | Mercury Records | 060252721461      |
| Ирландия                  | 23 ноября 2009   | Стандартное издание (CD)          | Mercury Records | 060252720462      |